# New Independent Fundamental Baptist Movement
New Independent Fundamental Baptist Movement, ibland New Independent Fundamentalist Baptist Movement, ofta förkortat som the New IFB, (på svenska ungefär Nya fristående fundamentala baptiströrelsen) är en rörelse inom amerikansk baptism och som uppkom ur den bredare fristående fundamental(istisk)a baptiströrelsen.  

## Utbredning
Den omfattar ett 30-tal församlingar, de flesta i USA men även några i Kanada, Australien och på Filippinerna, varav den mest kända torde vara Faithful Word Baptist Church i Tempe, Arizona.  

## Lära
Rörelsen förkunnar så kallad free grace-teologi. Man betonar starkt att frälsningen sker endast genom tro, och att den som en gång blivit frälst aldrig kan förlora frälsningen. Man företräder en bokstavlig (fundamentalistisk) bibeltro, och accepterar endast King James bibel. Rörelsen har uppmärksammats för så kallad ''hard preaching'', där man i skarpa ordalag fördömer olika företeelser man anser vara syndiga, framför allt homosexualitet.
I fråga om eskatologin (de yttersta tingen) skiljer man sig från vissa andra baptistiska och fundamentalistiska grupper, i det att man avvisar dispensationalismen och tanken på att den kristna församlingen kommer att ryckas upp innan vedermödan. Man avvisar även sionismen, och betraktar inte den moderna staten Israel som en uppfyllelse av några bibliska profetior. 